# Jamaikanische Badmintonmeisterschaft 1938
Die Jamaikanische Badmintonmeisterschaft 1938 fand in Kingston statt. Es war die zweite Austragung der nationalen Titelkämpfe im Badminton von Jamaika.	

## Titelträger
| Disziplin    | Sieger                 |
| ------------ | ---------------------- |
| Herreneinzel | Alan Ritchie           |
| Dameneinzel  | Katon                  |
| Herrendoppel | D. F. Campbell W. Uhle |
| Damendoppel  | W. Uhle L. Marshall    |
| Mixed        | J. Ritchie M. Utting   |